# Vega (stjerne)
 For alternative betydninger, se Vega. (Se også artikler, som begynder med Vega)
Vega er den klareste stjerne i stjernebilledet Lyren. Den har også betegnelsen Alpha Lyrae eller α Lyrae (forkortet Alpha Lyr eller α Lyr). Den er desuden, med en tilsyneladende størrelsesklasse på +0,026, den femte-klareste stjerne (Solen fraregnet) og den næstklareste set fra den nordlige halvkugle. Vega befinder sig i en relativt kort afstand på 25 lysår, og er sammen med Arcturus og Sirius, en af de mest lysstærke stjerner i Solens nabolag.
Vega har karakteristika, der minder meget om vores egen sols, og er blevet studeret intensivt af astronomer igennem tiden. Den var den første stjerne der blev fotograferet, som en skive og ikke en prik, ud over Solen. Desuden en af de første stjerner der fik optaget sit spektralaftryk (spektrum) og også en af de første stjerner der blev afstandsbedømt ved parallakse-metoden. Vega har yderligere fungeret som grundlag for kalibrering af den UBV-fotometriske lysstyrkeskala.

## Sommertrekanten
Vega danner sammen med stjernerne Deneb i Svanen og Altair i Ørnen et meget let genkendeligt stjerne-mønster kaldet Sommertrekanten, ikke at forveksle med et stjernebillede.
| Astronomi | Spire Denne artikel om astronomi er en spire som bør udbygges. Du er velkommen til at hjælpe Wikipedia ved at udvide den. |

Koordinater:  18h 36m 56.3364s, +38° 47′ 1.290″